# Deogratias Muganwa Byabazaire
Deogratias Muganwa Byabazaire (ur. 9 października 1941 w Karujubu-Masindi, zm. 8 lutego 2014) – ugandyjski duchowny rzymskokatolicki, biskup Hoima.